# Zaid Romero
Zaid Abner Romero (Mendoza, 15 december 1999) is een Argentijns voetballer die bij voorkeur als centrale vedediger speelt bij Club Brugge. 

## Clubcarrière
Romero debuteerde in 2019 voor Godoy Cruz. In 2021 werd hij uitgeleend aan Villa Dálmine. Het jaar erop werd hij uitgeleend aan het Ecuadoraanse LDU Quito. In januari 2023 tekende Romero een contract tot december 2026 bij Estudiantes. Vanaf het seizoen 2024/25 speelt hij voor Club Brugge.

## Clubstatistieken
| Seizoen | Club            | Land                | Competitie       | Competitie | Competitie | Beker | Beker | Supercup | Supercup | Internationaal | Internationaal | Totaal | Totaal |
| Seizoen | Club            | Land                | Competitie       | Wed.       | Dlp.       | Wed.  | Dlp.  | Wed.     | Dlp.     | Wed.           | Dlp.           | Wed.   | Dlp.   |
| ------- | --------------- | ------------------- | ---------------- | ---------- | ---------- | ----- | ----- | -------- | -------- | -------------- | -------------- | ------ | ------ |
| 2019/20 | Godoy Cruz      | Vlag van Argentinië | Primera División | 2          | 0          | 0     | 0     | —        | —        | —              | —              | 2      | 0      |
| 2021    | → Villa Dálmine | Vlag van Argentinië | Primera Nacional | 25         | 0          | 0     | 0     | —        | —        | —              | —              | 25     | 0      |
| 2022    | → LDU Quito     | Vlag van Ecuador    | Serie A          | 27         | 0          | 2     | 0     | —        | —        | 7              | 1              | 36     | 1      |
| 2023    | Estudiantes     | Vlag van Argentinië | Primera División | 28         | 2          | 3     | 0     | —        | —        | 6              | 0              | 37     | 2      |
| 2024    | Estudiantes     | Vlag van Argentinië | Primera División | 18         | 2          | 1     | 0     | 1        | 0        | 6              | 0              | 26     | 2      |
| 2024/25 | Club Brugge     | Vlag van België     | Eerste klasse A  | 5          | 0          | 2     | 1     | 1        | 0        | 0              | 0              | 8      | 1      |
| Totaal  | Totaal          | Totaal              | Totaal           | 105        | 4          | 6     | 1     | 2        | 0        | 19             | 1              | 132    | 6      |

## Erelijst
| Competitie                  |                         |                         |                         |                         |
| Competitie                  | Aantal                  | Jaren                   |                         |                         |
| Estudiantes de La Plata     | Estudiantes de La Plata | Estudiantes de La Plata | Estudiantes de La Plata | Estudiantes de La Plata |
| --------------------------- | ----------------------- | ----------------------- | ----------------------- | ----------------------- |
| Copa Argentina              | 1x                      | 2023                    |                         |                         |
| Copa de la Liga Profesional | 1x                      | 2024                    |                         |                         |
| Club Brugge                 |                         |                         |                         |                         |
| Beker van België            | 1x                      | 2024/25                 |                         |                         |
| Belgische Supercup          | 1x                      | 2025                    |                         |                         |